# Sanne van Kerkhof
Sanne van Kerkhof (Voorburg, 27 marzo 1987) è una pattinatrice di short track olandese.

## Carriera
E' sorella di Yara van Kerkhof, anch'ella pattinatrice di short track.

## Palmarès

### Mondiali
- 1 medaglia:
  - 1 argento (staffetta a Sheffield 2011).

### Europei
- 5 medaglie:
  - 4 ori (staffetta a Heerenveen 2011; staffetta a Mladá Boleslav 2012; staffetta a Malmö 2013; staffetta a Dresda 2014);
  - 1 bronzo (staffetta a Torino 2009).